# ژورا الکترواپریت
ژورا الکترواپریت (انگلیسی: Jura Elektroapparate) شرکت لوازم خانگی سوئیسی است، که در سال ۱۹۳۱ تأسیس شد.